# HD 6668
HD 6668，又名CD-24 496，SAO 166814、HR 325，是一颗恒星，视星等为6.37，位于銀經172.43，銀緯-85.26，其B1900.0坐标为赤經1h 2m 21.8s，赤緯-24° -85.26′ 49″。